# Ove Arup
Sir Ove Nyquist Arup CBE, RA MICE, MIStructE (* 16. April 1895 in Newcastle upon Tyne; † 5. Februar 1988 in London) war ein britisch-dänischer Ingenieur, Tragwerksplaner, Theoretiker und Gründer des weltweit operierenden Ingenieurbüros Arup.
Er gilt als einer der bedeutendsten Ingenieure des 20. Jahrhunderts. Ove Arup kombinierte philosophische und künstlerische Aspekte mit der praktischen Ausführung und erfüllte eine Brückenfunktion zwischen den ästhetischen und baulichen Aspekten in der Bauplanung. Er gehört zu den wenigen Ingenieuren, die den Architekturpreis Royal Gold Medal der Royal Institute of British Architects erhielten und Mitglied der Architekten-Denkfabrik MARS Group waren. Internationale Bekanntheit erlangte er vor allem durch seine Beteiligung als Ingenieur an dem Opernhaus von Sydney.

## Leben

### Ausbildung und frühe Arbeiten

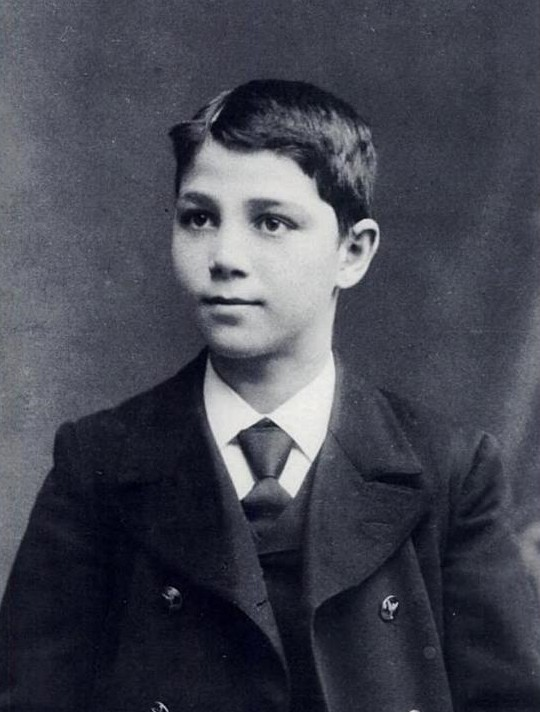
Ove Arup (1906)

Ove Arup wurde 1895 im englischen Newcastle als Sohn des Dänen Jens Simon Johannes Arup und der Norwegerin Mathilde Bolette Nyquist geboren. Seine Eltern, die zu dieser Zeit eigentlich in Hamburg lebten, bekamen ihren Sohn in England, da die hochschwangere Mutter seinen Vater auf einer Auslandsreise begleitete. Jens Arup war als Veterinär im Auftrag der dänischen Regierung nach England gereist. Bis zu seinem zwölften Lebensjahr wohnte Ove Arup ohne Unterbrechungen in Hamburg. Ove hatte einen Bruder und drei Schwestern.
Arup besuchte zunächst das Internat Sorø Academy in Dänemark und begann 1913 mit einem Philosophie- und Mathematikstudium an der Universität Kopenhagen und diplomierte 1916 in Philosophie. 1918 wechselte er an die Polyteknisk Læreanstalt, um Bauwesen zu studieren. Er spezialisierte sich auf den Werkstoff Stahlbeton und beendete sein Studium 1922. Arup  wurde vor allem von den Arbeiten der beiden Architekten Le Corbusier und Walter Gropius beeinflusst.
Nach seinem Studium begann er 1922 in der Hamburger Firma Christiani & Nielsen zu arbeiten und zog im Dezember 1923 als Chefingenieur in die Niederlassung nach London. Am 13. August 1925 heiratete er Ruth Sorenson, die auch Li genannt wurde. In den Jahren 1932/33 entwarf er das Labworth Café, ein Kaffeehaus auf Canvey Island mit zwei integrierten Unterständen auf der Promenade. Das Gebäude, bei dem er als Architekt auftrat, ist das einzige vollständig von ihm entworfene Bauwerk und eine Reminiszenz an Erich Mendelsohn.
In den 1930er Jahren arbeitete er mit mehreren Architekten zusammen, darunter Ernő Goldfinger, Wells Coates, Maxwell Fry, Yorke, Rosenberg & Mardall und Marcel Breuer. Mit dem 1932 gegründeten Architekturbüro Tecton Group, welches damals führend für Neues Bauen in Europa war, verwirklichte Arup diverse Bauwerke wie beispielsweise den Pinguinpool im London Zoo sowie die Wohnblöcke Highpoint I und Highpoint II in London. Architekt der Bauwerke war jeweils der aus Russland stammende Berthold Lubetkin. Die Zusammenarbeit von Lubetkin und Arup war für beide besonders förderlich. Danach arbeitete Arup für die Londoner Firma J. L. Kier & Co. in London und war von 1934 bis 1938 dort als leitender Ingenieur tätig. Im Jahr 1935 wurde er Vorstandsmitglied der Architekturvereinigung MARS Group. Die damals übliche strenge Abgrenzung von Bauingenieuren, Generalunternehmern und Ingenieuren führte dazu, dass Bauwerke ingenieurtechnisch kaum vom Anfang bis zum Schluss betreut werden konnten. Das führte vielfach dazu, dass notwendige ingenieurtechnischen Aspekte im Nachhinein in die Architektur eingeflochten werden mussten. Das war der Grund, wieso er 1938 zusammen mit seinem Cousin Arne Arup die Baugesellschaft Arup & Arup Limited und das Ingenieurbüro Arup Designs Ltd. gründete. Damit erst war es möglich, Architekten vom Anfang der Planung bis zur Fertigstellung des Bauwerks fachmännisch zu begleiten.

### Während des Zweiten Weltkriegs
Vor Beginn des Zweiten Weltkrieges wurde Arup in das Organisationskomitee für Luftschutz berufen. Während des Krieges veröffentlichte er eine Reihe von Fachbeiträgen zum Bau von Luftschutzbunkern. Er entwickelte Betonbunker, die über Doppel-Helix-Rampen besonders schnell zugänglich gewesen wären, über eine Klimaanlage verfügen sollten und mit Schlafgelegenheiten und sanitären Anlagen ausgestattet werden sollten. Dazu nutzte er seine Erfahrung, die er beim Bau von maritimen Bauwerken gewonnen hatte. Sein Entwurf für den Bunker sah sechs Untergeschosse vor sowie einen breiten Eingangsbereich, der bis zu 7.600 Menschen innerhalb von drei Minuten die Möglichkeit gegeben hätte, Zuflucht zu finden. Die Veröffentlichung seiner Pläne löste allerdings eine öffentliche Kontroverse aus. Von 1940 an arbeitete Arup noch an weiteren kleineren Projekten, welche die Verteidigung betrafen, wie beispielsweise Tunnels, besonders verstärkte Wasser- und Öltanks, Hangars oder Wassertürme. Im Jahr 1942 begann sein Büro mit den Arbeiten am geheimen, unterirdischen Hauptquartier des RAF Coastal Command in Northwood, der Seefliegereinheit der Royal Air Force. Zusammen mit Ronald Jenkins (1907–1975) entwarf und baute er Beton-Molenköpfe als Rammschutz für die schwimmenden Mulberry-Häfen. Arup spielte auch eine wichtige Rolle bei den Berechnungen für diese Häfen, die bei der Landung in der Normandie während des D-Day benutzt wurden.

### Seit 1946
Am 1. April 1946 löste er die Arup & Arup Ltd zugunsten eines neuen Büros auf. Die neue Firma Ove N. Arup Consulting Engineers, die er in Irland gründete, bestand aus einem Team von Hoch- und Tiefbauingenieuren. Im selben Jahr gründete er mit den Partnern Ronald Jenkins, Geoffrey Wood und Andrew Young die Arup and Partners. 1963 gründete er mit dem Architekten Philip Dowson das Architektenbüro Arup Associates und in den Folgejahren weitere Zweige und weltweite Niederlassungen. Im Jahr 1973 erreichte seine Firma 1.500 Mitarbeiter. Seit 2000 firmiert das Unternehmen allgemein unter dem Namen Arup. Gegenwärtig verfügt der in London ansässige Konzern weltweit über 92 Büros in 31 Ländern und beschäftigte 2006 über 10.000 Mitarbeiter.

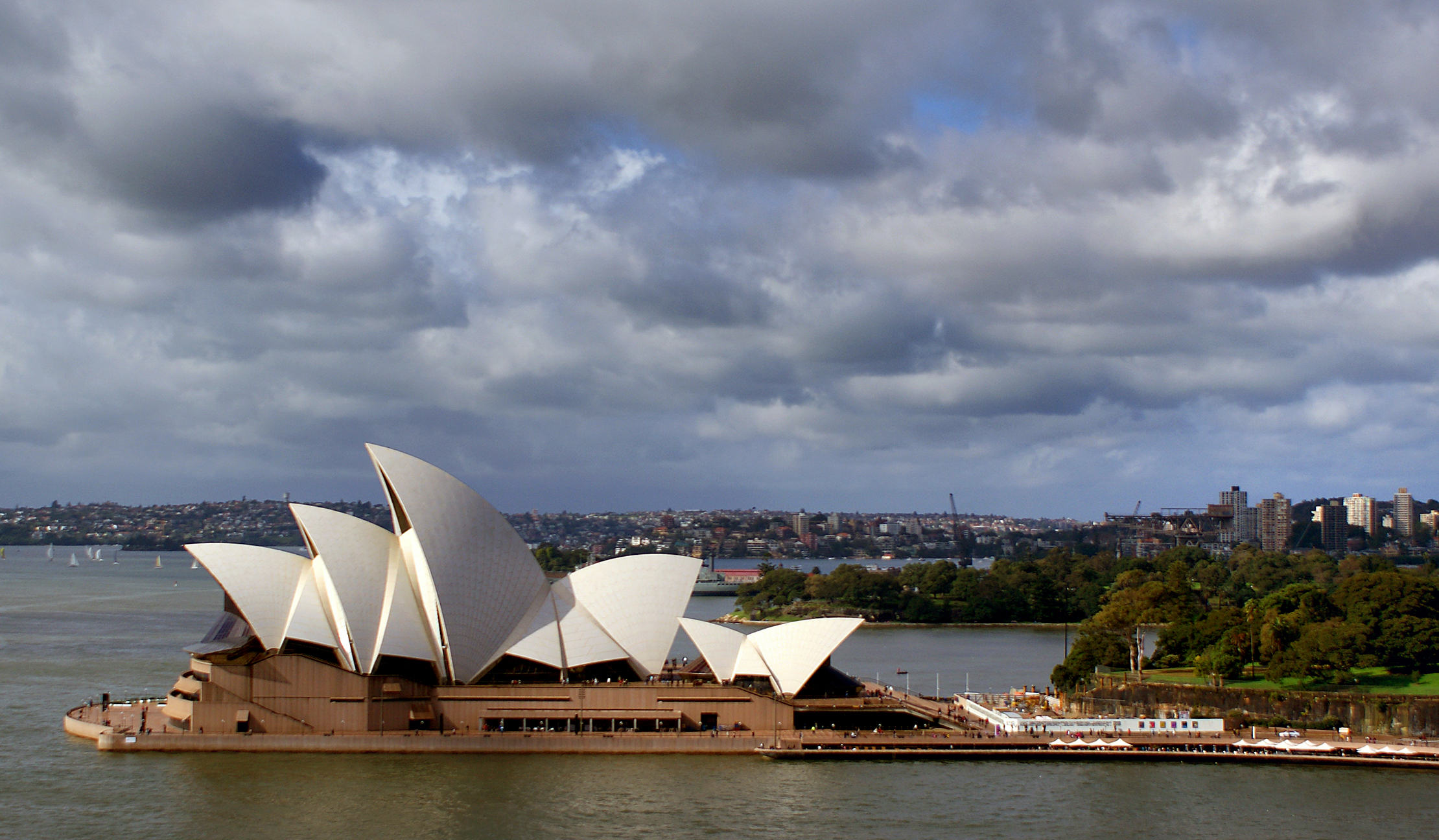
Opernhaus in Sydney

Zu den bekanntesten ingenieurstechnischen Leistungen Ove Arups zählt die Beteiligung am Opernhaus von Sydney. Der Architekt des Opernhauses, der Däne Jørn Utzon, gewann 1957 mit seiner recht groben Skizze den internationalen Architekturwettbewerb und konnte sich gegenüber 217 Vorschlägen aus 27 Ländern durchsetzten. Das Design von Utzon überzeugte die Wettbewerbsjury zwar, allerdings ließ sie viele Details zur technischen Umsetzung völlig außer Acht; kein einziger Juror war Ingenieur. Insbesondere die komplexe Geometrie des muschelförmigen Daches erforderte eine intensive Zusammenarbeit des Architekten mit Ingenieuren. Die erste Zusammenkunft Ove Arups mit Utzon war noch im selben Jahr. In den nächsten sechs Jahren wurden über zwölf verschiedene Formen für das Dach ausprobiert, die sowohl wirtschaftlich wie auch praktikabel zu sein hatten. Zur strukturellen Analyse der Formen und ihrer Kräfte setzte Arup Computer ein. Zwischen Arup und Utzon kam es immer wieder zu unterschiedlichen Auffassungen über die Ausführung. So versuchte Arup den Architekten davon zu überzeugen, dass die glatte Dachoberfläche zugunsten einer geriffelten Struktur aufgegeben werden solle, da sich diese leichter umsetzen ließe. Die lange Planungszeit und die massive Kostenüberschreitung belastete das Verhältnis zwischen Utzon, Arup und der Regierung von New South Wales. Nachdem die Regierung die finanziellen Mittel gesperrt hatte, gab Utzon das Projekt sogar gänzlich auf. Er hat das von ihm entworfene Bauwerk nie besichtigt. Letztlich konnte die Beharrlichkeit von Ove Arup und seinen Partnern im Ingenieurbüro das Bauvorhaben doch zu einem erfolgreichen Abschluss führen. In einem Interview mit der BBC bezeichnete er das Projekt als „weitaus schwieriger als gedacht und fast schon zu aufregend“. Trotz des Zerwürfnisses mit Jørn Utzon war er von seinem Entwurf grundsätzlich überzeugt, was sich in folgender Aussage wiederfindet:

„He is a genius, with all the faults which this implies. Only he can finish the Opera House as it should be finished. It doesn’t matter whether Utzon is right or wrong; it doesn’t matter about him, even, or you or any of us – but this masterpiece must be saved for humanity.“

„Er ist ein Genie mit all den Fehlern, die es mit sich bringt. Nur er kann das Opernhaus so vollenden, wie es vollendet werden sollte. Es spielt keine Rolle, ob Utzon im Recht ist; es spielt für ihn keine Rolle, ja nicht einmal für Sie oder irgendjemanden von uns – dieses Meisterwerk muss jedoch für die Menschheit erhalten werden.“

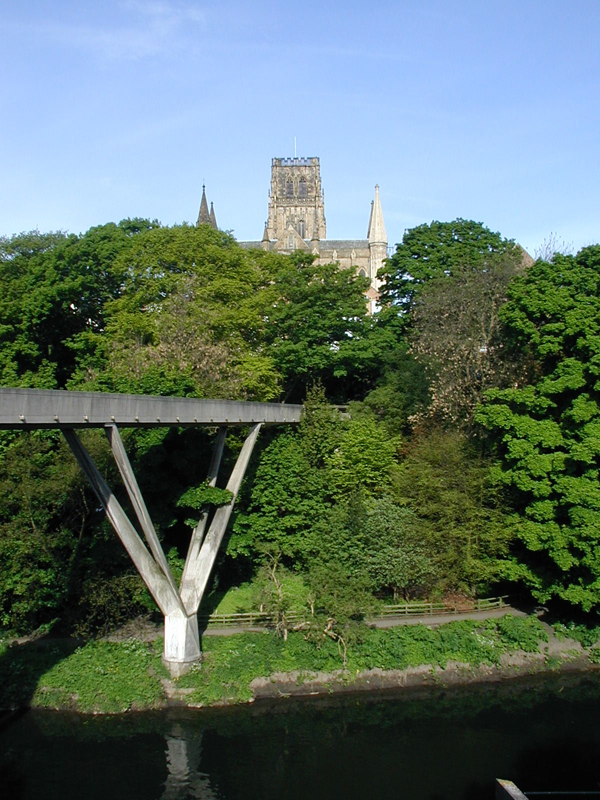
Ove Arup, Kingsgate Bridge Durham (1963)

Das letzte Bauwerk, welches Arup persönlich entwarf, war die Kingsgate-Fußgängerbrücke in Durham. Die moderne Brücke aus Stahlbeton über den Wear entwarf er 1963. Sie steht inzwischen unter Denkmalschutz (Grade I) der English Heritage. Beim Entwurf der Brücke verglich er seine Arbeit mit den Überlegungen bei einem Schachspiel. Man müsse sich stets die Frage stellen, zu welchem Zweck man gewisse Dinge tue. Nach der Fertigstellung der Brücke zog sich Arup von der alltäglichen Arbeit im Büro zurück.
Arup starb 1988 im Alter von 93 Jahren. Er hatte mit seiner Frau zwei Töchter.

## Ehrungen
- 1965: Ordensritter 1. Klasse des Dannebrog-Ordens
- 1966: Royal Gold Medal der Royal Institute of British Architects[15]
- 1971: Erhebung in den britischen Adelsstand als Knight Bachelor (Anrede „Sir“)
- 1973: Goldmedaille der Institution of Structural Engineers
- 1975: Kommandeur 1. Klasse des Dannebrog-Ordens
- 1987: Royal Academician